# Эльснер, Густав
Густав Эльснер (нем. Gustav Oelsner, 1879, Позен, Пруссия, Германия, ныне Познань, Польша — 1956, Гамбург, Германия) – немецкий и турецкий архитектор.

## Биография
Густав Эльснер родился в прусском городе Позен (ныне польский город Познань), в еврейской семье.
Успешно практиковал в Германии, был ответственным за градостроительство в Гамбурге. Как член социал-демократического магистрата и еврей Эльснер потерял свой пост в 1933 году после прихода к власти национал-социалистов. В 1937 году ему пришлось бежать в США.
Вскоре был приглашен на работу в Турцию. Работал архитектурным консультантом турецкого правительства, преподавал в университете и сыграл важную роль в муниципальном планировании.
В 1948 году послевоенный муниципалитет Гамбурга предложил ему вернуться в Германию, чтобы участвовать в перестройке города. Он согласился и работал там до самой смерти.